# Ribeira Brava (municipalité du Cap-Vert)
La municipalité de Ribeira Brava est une municipalité (concelho) du Cap-Vert, située à l'est de l'île de São Nicolau, dans les îles de Barlavento. Son siège se trouve à Ribeira Brava.

## Population
Lors du recensement de 2010, la municipalité comptait 7 580 habitants.